# 野田昌宏
野田 昌宏（のだ まさひろ、1933年8月18日 - 2008年6月6日）は、日本の小説家、SF作家、翻訳家、宇宙開発評論家、テレビディレクター、プロデューサー、経営者。元日本テレワーク株式会社代表取締役社長（後に相談役）。株式会社ガイナックスの元監査役。
1960年代には主に本名の野田宏一郎（のだ こういちろう）名義を用い、1970年代以降は野田昌宏名義を用いた。また、作詞家としては「山本圭一」の変名も使用した。

## 経歴
1933年8月18日、野田健三郎とツヤ子の長男として福岡県で生まれる。1946年、福岡第一師範学校男子部附属国民学校（現在の福岡教育大学附属福岡小学校）を卒業。泰星中学校・高等学校入学。1952年、高校を卒業するが大学受験に失敗。浪人生活をおくる。1954年、地元の古本屋でたまたま、アメリカのSF雑誌「アスタウンデイング・サイエンス・フィクション」1948年12月号（表紙なし）を購入。エド・カーティアの挿絵の素晴らしさに感激する。
1955年、学習院大学政経学部政治学科入学。神保町の古本屋に通い、米軍が放出したSFのペーパーバックを買いあさる。ただし、この頃はそのカバー絵を見て感激しているだけであり、中身はさほど読んでいなかった。また男声合唱団のテナーであり、混声合唱団のマネージャーでもあった。
1958年、前年に柴野拓美が創設していたSF同好会「宇宙塵」に参加。会合で星新一が語った、レイ・ブラッドベリの短編「万華鏡」（『刺青の男』ほか収録）のあらすじに衝撃を受け、以降、手元のSFコレクションを読み始める。また、粋人であった会員の今日泊亜蘭に私淑。作品の登場人物のモデルにしたり、今日泊の影響で、野田は福岡出身であるにもかかわらず江戸弁を普段から使ったり作品中の会話に登場させるようになる。
1958年11月、大学卒業前に、前年創設されたばかりのフジテレビに入社。入社前に仏文学者の叔父（那須辰造）から「福島正実がSF雑誌を創刊するため、スタッフをさがしている」と勧誘されるが、すでにフジテレビに内定が決まっていたため、断念。1959年、学習院大学卒業。同年12月に『SFマガジン』が創刊される。
1961年、神保町の海外SF本が大量に買われていることに気がつき、「さてはライバル出現か？」と考え、「お目にかかりたし、電話乞う。当方SF狂の一サラリーマン」と、古本屋（洋書で知られた古書店『東京泰文社』）の店主に伝言を預ける。現れたのは、当時大学1年生だった伊藤典夫で、以降、深い親交を結ぶ。なお、伊藤のほうは雑誌『宇宙塵』での連載「SFつれづれ草」で野田のことを知っていた。1962年、矢野徹宅で、伊藤典夫・森優とともにコレクションのパルプ・マガジンをわけてもらう。それを切っ掛けに、アメリカからパルプ・マガジンを取り寄せ、コレクションをし始める。
1963年、研究エッセイ「SF銀河帝国盛衰史」で『SFマガジン』にデビュー（2月増刊号）。同誌9月号から、アメリカのスペース・オペラを紹介する「SF英雄群像」を連載開始して、人気を博す。アメリカでも前例のない研究であり、手元のコレクションだけを元にした手探りの仕事であった。1965年、初の翻訳本、ジュニア向けとして、エドモンド・ハミルトン『百万年後の世界』講談社を刊行（野田宏一郎名義。）。また、「日本SFファングループ連合会議」の発足とともに、初代議長に就任。
1966年、野田昌宏名義の初の翻訳本として、ハヤカワSFシリーズから、キャプテン・フューチャーシリーズから2冊、『太陽系七つの秘宝』『謎の宇宙船強奪団』を刊行。読者から大きな人気を得る。またその奇想天外な楽しさが星新一、小林信彦らに評価される。 
1968年、『SFマガジン』9月臨時増刊号において、初の小説作品にして、代表作でもある『レモン月夜の宇宙船』を発表。また、日本SF大会TOKON4実行委員長をつとめる。1970年、『SFマガジン』編集長だった森優のハヤカワ文庫SFの創刊に関わり、第一回配本ラインナップの1番目としてハミルトン『さすらいのスターウルフ』を翻訳刊行。年内にマレイ・ラインスター『青い世界の怪物』とハミルトン『透明惑星危機一髪!』を刊行し、「娯楽SF路線」の成功に大きく貢献。以降も同文庫に大量のスペース・オペラ作品を翻訳する。
1973年4月、フジテレビで「ひらけ!ポンキッキ」が放送開始。10月、映画上映・プロ作家の講演・SFクイズなどを行う「日本SFショー」を企画・実行、翌年の「第二回日本SFショー」も主宰。
1976年、フジテレビを退社して、日本テレワークの設立に参加。日本SF大会TOKON6実行委員長。また、翻訳したA・バートラム・チャンドラー作「ぬれた洞窟壁画の謎」が第7回星雲賞海外短編部門賞を受賞。1980年から1982年にかけて、西崎義展とともに「戦艦大和探索プロジェクト」をサポートする。
1984年、日本テレワークの社長に就任。
- 1986年、「レモンパイお屋敷横町ゼロ番地」で第17回星雲賞日本短編部門賞を受賞。
- 1989年、『スペース・オペラの書き方』で第20回星雲賞ノンフィクション部門賞を受賞。
- 1994年、『やさしい宇宙開発入門』で第25回星雲賞ノンフィクション部門賞を受賞。
- 1995年、『愛しのワンダーランド』で第26回星雲賞ノンフィクション部門賞を受賞。
- 1995年、『「科學小説」神髄』で第16回日本SF大賞特別賞を受賞[10]。
- 1998年、アレン・スティール作「キャプテン・フューチャーの死」の翻訳で第29回星雲賞海外短編部門賞を受賞。
- 1999年、自ら出演し、SFの歴史を語った『NHK人間大学 宇宙を空想してきた人々』で第19回日本SF大賞特別賞を受賞[11]。また、第30回星雲賞ノンフィクション部門賞を受賞。

2003年、日本テレワーク社長を退任。2007年、「宇宙軍」の井上博明（アニメーション・プロデューサー）が実行委員長として開催された第65回世界SF大会/第46回日本SF大会 Nippon2007の「顧問」をつとめた。ただし、健康上の理由で参加はできなかった。2008年6月6日、肺炎のため74歳にて死亡。6月30日、単行本未刊行だったキャプテン・フューチャー物のオリジナル小説『風前の灯!冥王星ドーム都市』が創元SF文庫から刊行された。
- 2008年8月24日、第39回星雲賞の特別賞を本名・野田宏一郎で受賞。
- 2008年9月23日、「宇宙軍」主催で「野田昌宏さんを偲ぶ会」が開催される。また、当該の会は、翌年以降も「星涯（ほしのはて）の会」と名前をかえて、毎年行われると発表された(2010年が最後の開催となっている)。
- 2008年12月2日、第29回日本SF大賞・特別賞を進呈される[12]。
- 2009年6月から、鷹見一幸による『銀河乞食軍団』シリーズの前日譚『銀河乞食軍団 黎明篇』全3巻が刊行開始。『銀河乞食軍団』合本版の刊行も開始された。
- 2009年10月、膨大な蔵書を受け入れた「早川記念文学振興財団」が「ハヤカワライブラリー 野田昌宏文庫」として管理・公開することを発表。

## 活動
野田昌宏の功績は主に本業であるテレビ番組制作とSF関連の活動に分かれる。

### テレビ番組制作
- フジテレビ時代にはディレクターとして『日清ちびっこのどじまん』『祭りだ!ワッショイ!』『第3の目』などの人気番組を手がける。
- 日本テレワークとして手がけた番組は『ひらけ!ポンキッキ』、『料理の鉄人』、『発掘!あるある大事典』、『クイズ$ミリオネア』など多数。
- 『ひらけ!ポンキッキ』の番組キャラクターガチャピンのモデルであり、デザインをした片桐襄二が可愛げがあり、ふっくらとした野田の顔から着想を得た[13]。「ポンキッキ」製作時にはデビューしてすぐの「スタジオぬえ」（加藤直之、高千穂遙、宮武一貴）を起用し、「そらとぶさんりんしゃ」「宇宙船地球号のマーチ」などのイラストや、アニメーションを担当させていた。

### SF
SF関連の活動は以下の通り。
- 世界有数のパルプ・マガジンの収集・研究家であり（当人によれば「東洋一」）、SF史の研究書を何冊も刊行した。またパルプ・マガジンにとどまらず、古いSF雑誌の素晴らしいカバーアートを紹介する本も多数刊行している。伊藤典夫と、SF書誌を研究するファングループ「SFセミナー」を結成していたこともある[14]。
- 海外SF、特にスペースオペラを多数翻訳・紹介することにより、『SFマガジン』初代編集長の福島正実が目指した「洗練されたハイブロウな文学路線」とは別の、「奇想天外な娯楽SF」の楽しさを知らせ、SFファン層の拡大に大きく貢献した。特に、「べらんめえ口調」などを使う、登場人物たちの人間味あふれる会話は、伊藤典夫をして「翻訳とも創作ともつかない」独特のもの（「野田節」）と評させた[15]。
- しゃれで名乗った「宇宙軍大元帥」の称号が縁で、1977年に設立されたSFファングループ「宇宙軍」の相談役（最高顧問）となる。
- 映画『スター・ウォーズ』に熱狂し、『スター・ウォーズ』関連本の翻訳や、テレビ放送時の監修などを担当。
- SF作家として、人情味あふれるスペース・オペラ《銀河乞食軍団》シリーズや、処女作「レモン月夜の宇宙船」に代表される「TVマンにしてSFマニアの野田昌宏」を主人公としたロマンあふれる虚実皮膜の短編群などを執筆。また、長年にわたり『SFマガジン』にコラムを執筆し、最後まで「ファンにSFの楽しさを伝える」内容であった。
- 「スタジオぬえ」創設当時、野田が翻訳刊行していたA・バートラム・チャンドラーのスペース・オペラ「銀河辺境シリーズ」の挿絵及びメカ設定を「スタジオぬえ」に依頼し、日本にSFアートを根付かせるよう応援した。また、本人の似顔絵のほとんどを加藤に描かせていた。
- 著書『スペース・オペラの書き方』では、スペース・オペラにとどまらない、アイディアやシチュエーション、キャラクターなどを小説にまとめあげていく創作方法を、丁寧に説いた。
- 宇宙開発、特にNASAに関するレポートを『SFマガジン』をはじめとする多数の媒体に発表し、宇宙開発の啓蒙につとめた。

## 家族・親族
- 政治家の麻生太郎は従弟（野田昌宏の母・ツヤ子の父は麻生太郎 (明治時代)で、麻生太郎の父・麻生太賀吉の妹にあたる）[16]。また、母を通して、多くの知名人と親戚関係になる。
- 父の養父・野田勢次郎は農商務省に勤務した地質学者であり、妻[注釈 1]が麻生太郎（政治家・麻生太郎の同名の祖父）の妻の姉だった関係で、麻生太吉の依頼で麻生商店に入社して実業家としても活動した[17]。
- 父の野田健三郎は那須藤十郎・榮夫妻の子として生まれ[16]、母方の叔父・野田勢次郎の養子となった[16]。九州大学教授、電気工学研究者。
- 昌宏の母・ツヤ子の母と健三郎の養母が姉妹だったので[16]、昌宏の両親は戸籍上「いとこどうし」が結婚したことになる。詳細は麻生太郎の記事「家系」の項を参照のこと。
- 昌宏の弟・玲二郎は物理学者・菊池正士の次女と結婚した[16]。正士の父で数学者・政治家として活動した菊池大麓は箕作秋坪の次男として生まれ父・秋坪の実家・菊池家の養嗣子となったため[18]、野田家は菊池家を通じて日本最大の学者一族・箕作家と姻戚関係で結ばれており[19]、野田昌宏の弟は箕作阮甫の玄孫と結婚したことになる[注釈 2]。
- 叔父（父の弟）に児童文学者の那須辰造[16]。

## エピソード
- 生涯独身で、自宅はコレクションの海外SF雑誌、洋書であふれかえっていた。様々なマニアックなコレクターたちの自宅を訪問した本『魔窟ちゃん訪問』（伊藤ガビン、アスペクト）でも、「最強の魔窟」として紹介されている。
- 気さくで親分肌の人柄で、またトークもうまく、SF大会などのSFファンの集まりで「SFアート」のスライド・ショーをしたり、数々のイベントに顔を出して多くのSFファンたちと会話を交わした。また一面識もないファンから質問・相談にも丁寧な返事を書くなどもして、SFファンたちから非常に慕われた。
- 「SFはやっぱり絵だねぇ」という有名な台詞を放った。
- その文章は独特のユーモラスな語り口で「ノダ節」と呼ばれた。
- 「宇宙軍大元帥」という愛称は、『SFマガジン』1973年10月増刊号に掲載された、野田自身が書いたパロディ小説風エッセイ「キャプテンたずねて三光年」の中に登場する作中人物・野田昌宏の名刺に、洒落で刷り込まれていた肩書きの一部[注釈 3]。
- ファン活動での後輩筋に当たるSF乱学者・大宮信光（科学系フリーライター）は「宇宙軍鬼軍曹」を名乗っていた。
- 1999年、『NHK人間大学』出演時、服飾に関して素人の甥に服装コーディネートを依頼。だが本番ではコーディネートを無視した組み合わせで出演。服装にはほぼ頓着せずという逸話を裏付ける。

## 作品リスト

### 小説
- 『レモン月夜の宇宙船』（ハヤカワ文庫JA、1976年、短編集） - 野田の第一SF短編集。 
  - レモン月夜の宇宙船　- 『SFマガジン』1968年9月臨時増刊号に掲載。銀河乞食軍団シリーズと並ぶ代表作。
  - ラプラスの鬼　- 「レモン月夜の宇宙船」の続編。
  - 東京未来計画
  - OH! WHEN THE MARTIANS GO MARCHIN' IN
  - 五号回線始末記
  - 学術研究助成金
- 再刊：レモン月夜の宇宙船（創元SF文庫、2008年、短編集） - 1976年の早川版に、書籍未収録だった創作短編1編と、さらに、初期エッセイ集『SFパノラマ館』から抜粋したエッセイ、高千穂遙編「野田さん小百科」ほかを大幅増補。ISBN 978-4-488-73101-4
  - 火星を見た尼僧 - 未収録短編。再刊に併録。創元文庫では「火星を見た尼僧――クロチルドの湖（うみ）」と副題あり。
- 『真っ赤な雨靴』（文化出版局、1969年、短編集）[注釈 4] - 東京創元社では「レーンシューズ」[注釈 5]のルビあり。
- 『ステファン・ラドクリフの薔薇』（文化出版局、1969年）
- 『宇宙からのメッセージ』（角川文庫、1978年） - 同名映画のノベライゼーションだが、映画と離れたオリジナル小説となっている。
- 銀河乞食軍団シリーズ（ハヤカワ文庫JA、1982年 - 1995年）
  1. 謎の故郷消失事件（1982年）
  2. 宇宙翔ける鳥を追え!（1982年）
  3. 銀河の謀略トンネル（1982年）
  4. 宇宙コンテナ救出作戦（1983年）
  5. 怪僧ゴンザレスの逆襲（1984年）
  6. 炎石の秘密（1986年）
  7. 決戦！金太郎岩礁（1986年）
  8. 隠元岩礁に異常あり!（1986年）
  9. タンポポ村、発見!（1987年）
  10. 次元穴のかなた（1988年）
  11. タンポポ村、還る!（1989年）
  12. 異変! <星古都>星系（1991年）
  13. 異次元の美姫（1992年）
  14. 宇宙妖魚の怪（1992年）
  15. 宇宙艇レース狂躁曲（1992年）
  16. クロパン大王、宇宙艇レースに出艇（1993年）
  17. クロパン大王、出撃!（1995年）

  - 銀河乞食軍団外伝
    1. 木枯山猫街道8番地（1985年）
    2. 禿蔓草107号只今出動!（1987年）
    3. キャットントン星系宝船事件（1990年）
    4. 金米糖錨地、トマト爆弾事件（1991年）

  - 銀河乞食軍団 HYPER CD BOOK（ビクター音楽産業 、1992年）
- 『あけましておめでとう計画 - 実録・日本テレワーク物語』（早川書房、1985年、短編集）
  - キャベツ畑でつかまえて - 実録・日本テレワーク物語（ハヤカワ文庫JA、1990年、改題）
- 『風前の灯!冥王星ドーム都市』（創元SF文庫、2008年）
- 『山猫サリーの歌』（扶桑社、2021年）

### SF解説・エッセイ
- 『SF英雄群像』（早川書房、1969年）のちハヤカワ文庫
- 『SF考古館』（北冬書房、1974年）
- 『SFパノラマ館』（北冬書房、1975年） - 抜粋収録の創元文庫「レモン月夜の宇宙船（再刊）」では、単に「パノラマ館」の表記。
- 『スペース・オペラの書き方－宇宙SF冒険大活劇への試み』（早川書房、1988年）
  - 新版スペース・オペラの書き方－宇宙SF冒険大活劇への試み（ハヤカワ文庫JA、1994年）
- 『愛しのワンダーランド スペース・オペラの読み方』（早川書房、1994年）のち『スペース・オペラの読み方』（ハヤカワ文庫JA、2008年）
- 『「科學小説」神髄』（東京創元社、1995年）
- 『宇宙を空想してきた人々―SF史に見るイメージの変遷』 (日本放送出版協会、NHK人間大学 1998年） - NHK教育で放送されたテレビ講座のテキスト
- 『SFを極めろ！この50冊』（早川書房、1999年）
- 『図説 ロボット - 野田SFコレクション』（河出書房新社、2000年）
- 『図説 ロケット - 野田SFコレクション』（河出書房新社、2001年）
- 『図説 異星人 - 野田SFコレクション』（河出書房新社、2002年）

### ノンフィクション
- 『宇宙船野郎 月に行く夢にかけた男たち』（秋田書店、1970年）
- 『NASAこれがアメリカ航空宇宙局だ』（CBSソニー出版　1980年）
- 『NASA宇宙船野郎たち』早川書房 1981
- 『少年宇宙飛行士』（岩崎書店、1986年）
- 『やさしい宇宙開発入門-予備知識不要! スプートニクから宇宙ステーション構想まで』（PHP研究所、1993年）
- 『野田昌宏の宇宙旅行史 曙編 - 近代ロケットが叶えた人類の夢』（責任編集、アスキー、1998年）
- 『宇宙ロケットの世紀』（NTT出版、2000年）ISBN 4-7571-6004-6

### ゲーム
- ハイブリッド・フロント（セガ、1994年） - 監修

### 編著
- 『世界SF全集31 〈世界のSF〉古典編』（福島正実、伊藤典夫と共編、早川書房、1971年）
- 『スペース・オペラ名作選Ⅰ太陽系無宿』 （アンソニイ・ギルモア他、編訳、ハヤカワ文庫SF、1972年）
- 『スペース・オペラ名作選Ⅱお祖母ちゃんと宇宙海賊』（ジェイムズ・マッコネル他、編訳、ハヤカワ文庫SF、1972年）
- 『四次元への【飛行／フライト】航空SF傑作選』（酣燈社、1977年）

### 主な訳書
- エドモンド・ハミルトン
  - スターウルフ・シリーズ（早川書房、文庫。日本で特撮実写化）
  - キャプテン・フューチャー・シリーズ（早川書房→東京創元社、文庫。日本でアニメ化）
- ニール・R・ジョーンズ
  - ジェイムスン教授シリーズ（早川書房、文庫。イラストは藤子・F・不二雄）
- ケネス・ロブスン
  - ドック・サヴェジ・シリーズ（早川書房、イラストはバロン吉元）
- A・バートラム・チャンドラー
  - 銀河辺境シリーズ（早川書房、文庫）
  - グライムズ・シリーズ（早川書房、文庫）
- ジョン・ジェイクス
  - 第二銀河系シリーズ（『今宵我ら星を奪う』他）（早川書房、文庫）
- ティモシイ・ザーン
  - 宇宙戦記シリーズ（早川書房、文庫）
- ロジャー・ゼラズニィ、J・A・カーバー
  - 　エイリアン・スピードウェイ・シリーズ　（角川書房、角川文庫）
- デイヴィッド・ファインタック
  - 銀河の荒鷲シーフォート・シリーズ（早川書房、文庫）
- タッド・ウィリアムズ
  - アザーランド・シリーズ（早川書房、文庫）
- ボブ・ウォード
  - 宇宙はジョークでいっぱい〜宇宙開発ちょっといい話〜 （角川書店、文庫）
- ジョージ・ルーカス
  - スター・ウォーズ（角川文庫）
- ドナルド・F・グラット
  - スター・ウォーズ―帝国の逆襲（徳間文庫）
- ジョージルーカス原案／ジェームズ・カーン著
  - スター・ウォーズ―ジェダイの復讐（角川文庫）
- ゲリー・ジェンキンズ
  - ドキュメント《スター・ウォーズ》―ジョージ・ルーカスはいかに世界を変えたか（扶桑社→文庫）
- マーシャル・H・カプラン
  - スペース・シャトルハンドブック（日本工業新聞社、1981年）
- A・C・H・スミス
  - ラビリンス - 魔王の迷宮 （講談社X文庫、1986年）

### その他の訳書
- マレイ・ラインスター『黒い宇宙船』柳原良平絵 岩崎書店(SF世界の名作 1967
- E・E・スミス『銀河パトロール隊』武部本一郎絵 偕成社(SF名作シリーズ 1967
- エドガー・ライス・バロウズ『火星の秘密暗殺団』（火星シリーズ）司修絵 講談社 1967
- ジョン・W・キャンベル『暗黒星通過!』早川書房 1968
- エドモンド・ハミルトン『宇宙FBI』金森達 絵 偕成社 1968
- ジャック・ウィリアムスン『宇宙軍団』早川書房 1968
- ロバート・ハインライン『銀河市民』立風書房 1969　のちハヤカワ文庫
- ジャック・ウィリアムスン『航時軍団』早川書房 1969
- キャンベル『暗黒星の恐怖』金森達 絵 偕成社 1970
- アイザック・アシモフ『滅びゆく銀河帝国 アシモフ 作,野田昌宏 訳,南村喬之 絵 集英社 1970 (ジュニア版世界のSF ; 12)
- マレイ・ラインスター『青い世界の怪物』1970 (ハヤカワSF文庫)
- エドガー・ライス・バローズ『地底世界ペルシダー』上矢津 絵 あかね書房(少年少女世界SF文学全集 1971
- 『世界SF全集 第31巻 世界のSF 短篇集. 古典篇』福島正実,伊藤典夫共編 早川書房 1971
- ブライアン・フォード『米・英・ソ秘密兵器 レーダー、ミサイルから原爆まで』(第二次世界大戦ブックス サンケイ新聞社出版局 1972
- ウィリアム・ヘス『P51ムスタング 米空軍最強戦闘機』第二次世界大戦ブックス サンケイ新聞社出版局 1972
- アンソニー・ギルモア 等『スペースオペラ名作選 1)太陽系無宿』1972 (ハヤカワSF文庫)
- モンターギュ卿『ジャガー 黒豹、ハイウェーを走る』ワールド・カー・ブックス  サンケイ新聞社出版局 1972
- ジェイムズ・マッコネル 等『お祖母ちゃんと宇宙海賊』訳・編 1972 (ハヤカワSF文庫)
- エドワード・ビショップ『戦闘爆撃機「モスキート」 英軍の(秘)急襲兵器』(第二次世界大戦ブックス  サンケイ新聞社出版局 1973
- ピーター・スミス『ユンカース急降下爆撃機 ドイツ空軍の電撃兵器』第二次世界大戦ブックス  サンケイ新聞社出版局 1974
- ラインスター『黒い宇宙船』柳原良平 絵 岩崎書店(SFこども図書館 1976
- テッド・W.ローソン『東京奇襲 昭和17年4月18日』白金書房 1976